# Plain City (Utah)
Plain City és una població dels Estats Units a l'estat de Utah. Segons el cens del 2000 tenia 3.489 habitants.

## Demografia
Segons el cens del 2000, Plain City tenia 3.489 habitants, 979 habitatges, i 868 famílies. La densitat de població era de 361,2 habitants per km².
Dels 979 habitatges en un 52,9% hi vivien nens de menys de 18 anys, en un 80,3% hi vivien parelles casades, en un 6,3% dones solteres, i en un 11,3% no eren unitats familiars. En el 10,1% dels habitatges hi vivien persones soles el 4,5% de les quals corresponia a persones de 65 anys o més que vivien soles. El nombre mitjà de persones vivint en cada habitatge era de 3,56 i el nombre mitjà de persones que vivien en cada família era de 3,84.
Per edats la població es repartia de la següent manera: un 36,4% tenia menys de 18 anys, un 11,6% entre 18 i 24, un 26,9% entre 25 i 44, un 18,8% de 45 a 60 i un 6,4% 65 anys o més.
L'edat mediana era de 27 anys. Per cada 100 dones de 18 o més anys hi havia 99,1 homes.
La renda mediana per habitatge era de 57.601 $ i la renda mediana per família de 60.000 $. Els homes tenien una renda mediana de 41.477 $ mentre que les dones 26.532 $. La renda per capita de la població era de 17.688 $. Entorn de l'1,3% de les famílies i el 2% de la població estaven per davall del llindar de pobresa.

## Poblacions més properes
El següent diagrama mostra les poblacions més properes.